# Dystrykt Mokhotlong
Dystrykt Mokhotlong – jest jednym z 10 dystryktów w Lesotho. Jedynym miastem, będącym również stolicą dystryktu jest Mokhotlong. Na terenie dystryktu znajduje się najwyższy szczyt Południowej Afryki – Thabana Ntlenyana (3482 m n.p.m.).